# Göztepe SK
Göztepe Spor Kulübü, är en professionell fotbollsklubb baserad i Güzelyalı, Izmir, Turkiet som spelar i Süper Lig. Klubben grundades 1925 och spelar sina hemmamatcher på Gürsel Aksel Stadium.
Göztepe har också sektioner inom fäktsport, handboll, kappsegling, simning, triathlon, volleyboll och vindsurfning.

## Historia
Klubben grundades 1925 som en utbrytare från Altay SK. Deras klubbfärger är röd och gul. 1937 slogs de samman med İzmirspor och döptes då om till Doğanspor. Vissa anhängare av İzmirspor motsatte sig fusionen och grundade Ateşspor 1938. Doğanspor döptes om igen till Göztepe 1939. Ateşspor döptes också om till İzmirspor samma år.
Klubbens största framgång var vinsten av det tidigare turkiska fotbollsmästerskapet 1950, där man vann finalgruppen i sin egen stad, Izmir. Med den segern blev de den första och enda fotbollsklubben från Izmir som blivit turkiska fotbollsmästare. Göztepe kom sedermera att ha en framgångsrik period mellan åren 1963 och 1971 under ledning av tränaren Adnan Süvari.

## Spelare

### Spelartrupp
| Nr | Land       | Pos | Namn                            |
| -- | ---------- | --- | ------------------------------- |
| 1  | Turkiet    | MV  | Göktuğ Bakırbaş                 |
| 4  | Brasilien  | F   | Titi                            |
| 5  | Turkiet    | MF  | Alpaslan Öztürk                 |
| 6  | Costa Rica | MF  | Celso Borges                    |
| 7  | Turkiet    | MF  | Halil Akbunar                   |
| 8  | Portugal   | MF  | André Castro                    |
| 10 | Brasilien  | MF  | Márcio Mossoró                  |
| 11 | Turkiet    | A   | Serdar Gürler (lån från Huesca) |
| 13 | Portugal   | MV  | Beto (lagkapten)                |
| 15 | Turkiet    | MF  | Kerem Atakan Kesgin             |
| 17 | Gabon      | MF  | André Biyogo Poko               |
| 18 | Turkiet    | A   | Ege Özkayımoğlu                 |
| 19 | Turkiet    | MF  | Hüseyin Bulut                   |
| 20 | Senegal    | F   | Lamine Gassama                  |

| Nr | Land      | Pos | Namn                                         |
| -- | --------- | --- | -------------------------------------------- |
| 21 | Polen     | A   | Kamil Wilczek                                |
| 24 | Turkiet   | MV  | Eren Bilen                                   |
| 25 | Brasilien | F   | Wallace Reis                                 |
| 27 | Norge     | A   | Zlatko Tripić                                |
| 30 | Turkiet   | MF  | Yalçın Kayan                                 |
| 32 | England   | A   | Cameron Jerome                               |
| 33 | Turkiet   | F   | Atınç Nukan                                  |
| 41 | Turkiet   | F   | Berkan Emir                                  |
| 48 | Turkiet   | MV  | Arda Özçimen                                 |
| 55 | Frankrike | F   | Léo Schwechlen                               |
| 63 | Turkiet   | A   | Deniz Kadah                                  |
| 77 | Turkiet   | F   | Murat Paluli                                 |
| 88 | Turkiet   | MF  | Soner Aydoğdu (lån från İstanbul Başakşehir) |
| 99 | Italien   | A   | Stefano Napoleoni                            |

## Meriter

### Europeiska
- Mässcupen
  - Semifinalist: 1968–69
- Europeiska cupvinnarcupen
  - Kvartsfinalist: 1969–70

### Inhemska
- Turkiska fotbollsmästerskapet
  - Vinnare (1): 1950
  - Tvåa (1): 1942
- TFF 1. Lig
  - Vinnare (4): 1977–78, 1980–81, 1998–99, 2000–01
  - Tvåa (2): 1989–90, 1990–91
- TFF 2. Lig
  - Vinnare (2): 2010–11, 2014–15
  - Tvåa (1): 2013–14
- TFF 3. Lig
  - Vinnare (1): 2008–09
- Turkiska cupen
  - Vinnare (2): 1968–69, 1969–70
  - Tvåa (1): 1966–67
- Türkiye Süper Kupası
  - Vinnare (1): 1970
  - Tvåa (1): 1969
- Başbakanlık Kupası
  - Två (1): 1950
- Federasyon Kupası
  - Vinnare (1): 1962–63
- İzmir Futbol Ligi
  - Vinnare (5): 1941–42, 1942–43, 1943–44, 1949–50, 1952–53